# Hanyangaspis
Hanyangaspis è un pesce agnato estinto, appartenente ai galeaspidi. Visse nel Siluriano inferiore (circa 437 - 434 milioni di anni fa) e i suoi resti fossili sono stati ritrovati in Cina.

## Descrizione
Questo pesce era caratterizzato da uno scudo cefalico ampio, costituito da un singolo elemento e appiattito dorsoventralmente. Al contrario di altri galeaspidi successivi, non erano presenti né corna posteriori né corna interne nella parte posteriore dello scudo; le orbite, molto piccole, erano in posizione laterale. La caratteristica apertura mediana dei galeaspidi, in posizione dorsale dello scudo cefalico, era posta molto anteriormente ed era in forma di fessura trasversale, allungata e sottile, leggermente ricurva. Il sistema sensoriale era caratterizzato da numerose ramificazioni laterali. 

## Classificazione
Hanyangaspis è considerato uno dei più arcaici (nonché uno dei più antichi) galeaspidi noti, ed è il membro eponimo della famiglia Hanyangaspididae. Originariamente venne considerato un membro degli eterostraci a causa della cattiva conservazione dell'esemplare tipo, ma in seguito venne riconosciuta la sua vera natura di galeaspide. La specie tipo è Hanyangaspis guodingshanensis, descritta nel 1975 da P'an e colleghi sulla base di resti fossili ritrovati in terreni del Siluriano inferiore della Cina meridionale (contea di Wuhan, provincia di Hubei). Altri fossili, descritti nel 1980 come Latirostraspis chaohuensis, sono stati in seguito considerati una nuova specie di Hanyangaspis (H. chaohuensis).